# 傑克·哈金
約翰“傑克”·哈金（英語：Jack Hacking，1897年12月22日—1955年5月31日）是一位英格蘭足球運動員，司職守門員。他在布萊克本出生，曾效力黑池、費列活特、奧咸、曼聯及阿克靈頓。

## 球會生涯

### 黑池
1921年9月24日，哈金在比爾·諾曼執教的黑池亮相，他們在那場比賽以0-2落敗。他是球隊在當季前七場聯賽比賽裡第三位被起用的守門員，他在接下來的五場比賽裡都負責把關，但球隊都輸掉了該五場比賽。
哈里·明蓋（Harry Mingay）是當時球隊的首選門將，哈金在「海邊人」再也沒有上陣的機會，直到新帥在1924年2月6日再次派遣哈金上陣，協助球隊在布隆菲爾德路球場以1-0小勝曼聯，他在接下來的15場聯賽比賽均上陣，球隊最終在乙級聯賽以第四位完成球季。
哈金在1924年至1925年球季的首三場賽事首發上陣，接著的五場比賽被阿爾吉·威爾金森（Algy Wilkinson）取代。哈金繼而在七場比賽連續上陣，但另一位守門員列恩·克朗普頓（Len Crompton）在剩下來的27場比賽當中上陣了26個場次。哈金最後一次為黑池上陣是在4月14日，球隊在那場比賽裡以0-1敗予。

### 阿克靈頓史丹利
哈金後來成為阿克靈頓史丹利的球員兼領隊，他在1949年5月成為巴羅的秘書主帥，直至去世。

## 國家隊
哈金在1928年至1929年代表英格蘭上陣三次：1928年10月22日以2-1擊敗北愛爾蘭、同年11月17日以3-2擊敗威爾斯及1929年4月13日以0-1敗予蘇格蘭，結果英格蘭在1929年英國本土四角錦標賽屈居亞軍。

## 註腳
1. ↑  （英文）. England Football Online.   [2012-07-10]. （原始内容存档于2020-02-22）.
2. ↑  Calley 1992，第218頁
3. ↑  Calley 1992，第222頁
4. ↑  Calley 1992，第224頁
5. ↑  （英文）. Football Database.   [2012-07-10]. （原始内容存档于2016-03-09）.